# ジェイテクト
株式会社ジェイテクト（英: JTEKT Corporation）は、トヨタグループ主要13社に属する大手機械・自動車部品製造会社である。愛知県刈谷市に本社を置く。
日経平均株価の構成銘柄の一つ。

## 概要
2006年（平成18年）1月1日に光洋精工と豊田工機が合併して誕生した。豊田工機はボッシュから買収したトルセンLSD、光洋精工は、英トロトラック社とのジョイントによるフルトロイダルCVTと、それぞれ独自の技術を持っていた。主力製品は自動車のステアリング、駆動系部品、軸受（ベアリング）、工作機械、メカトロニクス製品などである。また、ホームエレベーターなど住宅機器の製造も行っている。。メカトロニクス主要製品として、TOYOPUC（プログラマブルコントローラ、PLC）がある。中でもTOYOPUC-PCSは、国内初の安全PLCである。新規事業として、パワーアシストスーツとリチウムイオンキャパシタの製造を開始した。
同じ愛知県に本社を置くヤマザキマザック、DMG森精機、オークマと共に日系四大工作機械メーカーの一角を占める。また、光洋精工の時代から日本精工、NTNと共に軸受大手3社の一角を占めている。
トルセン事業部のみ、旧ゼクセル（ヂーゼル機器）の工場を引き継いだ関係から、埼玉県狭山市と所在地が三河地区から離れているが、関越自動車道や首都圏中央連絡自動車道が開通し、東京都内・中部へのアクセスが格段に良くなった。羽村工場がほど近い距離にある。

## 沿革
- 1935年（昭和10年）1月18日 - 光洋精工株式会社が設立。
- 1941年（昭和16年）5月 - トヨタ自動車工業株式会社（現・トヨタ自動車株式会社）から分離独立し豊田工機株式会社が設立。
- 2006年（平成18年）1月1日 - 光洋精工株式会社を存続会社とし、豊田工機株式会社と合併。株式会社ジェイテクトとなる。
- 2009年（平成21年）12月31日 - 米国のベアリング製造大手ザ・ティムケン・カンパニーよりニードル軸受事業を買収。
- 2010年（平成22年）
  - 1月 - 米国のベアリング大手、THE TIMKEN COMPANYからニードルベアリング事業を買収。
  - 5月 - 中国にテクニカルセンター、JTEKT RESEARCH AND DEVELOPMENT CENTER(WUXI)CO.LTDを設立。
  - 6月 - 公募および第三者割当による増資.
  - 10月 - インドネシアのPT.JTEKT INDONESIAで、電動パワーステアリング、スタータクラッチの生産を開始。
- 2011年（平成23年）
  - 7月 - 株式会社ジーケーエヌ・ジェイテクトを吸収合併。
  - 12月 - インドネシアのPT.JTEKT INDONESIAで、ベアリングの生産を開始。
- 2012年（平成24年）
  - 1月 - JTEKT、KOYO、TOYODAの事業ブランドを統合したブランドマークを制定。
  - 10月1日 - 子会社の豊田工機トルセン株式会社を吸収合併[4]。
  - 10月 - 伊賀試験場（テストコース）を開所。株式会社関屋製作所を株式会社ジェイテクト山形に名称変更。
- 2014年（平成26年）
  - 3月 - ブラジルのJTEKT AUTOMOTIVA BRASIL LTDA.で電動パワーステアリングの生産を開始。
  - 4月 - 大型軸受技術開発センターを開所。
  - 10月1日 - 子会社の光洋販売株式会社を吸収合併[5]。
- 2017年（平成29年）
  - インドのステアリングメーカーで持分法適用関連会社のソナ コーヨー ステアリングシステムズ社（現・ジェイテクト・インディア）の株式を追加取得し、子会社化[6][7]。
  - 12月21日 - ステアリングコラム等を手掛ける自動車部品メーカーの富士機工株式会社を買収[8]。
- 2018年（平成30年）12月25日 - ダイベア株式会社を株式公開買付けにより連結子会社化[9]。
- 2019年（平成31年）1月30日 - ダイベア株式会社を株式売渡請求により完全子会社化。
- 2020年（令和02年）
  - 1月1日 - トヨタ自動車株式会社より豊精密工業株式会社（現・株式会社ジェイテクトギヤシステム）の全株式を取得し、完全子会社化[10]。
  - 12月14日 - 名古屋本社を愛知県刈谷市にある刈谷工場内に移転し、名古屋本社の名称を本社と改称する[11]。
- 2022年（令和04年）
  - 4月1日 - 子会社の宇都宮機器、日本ニードルローラー製造、トキオ精工の3社を合併し、新たに「株式会社ジェイテクトファインテック」を発足[12]。また同日付けですべての事業ブランドを「JTEKT」に統一[13]。
  - 10月1日 - グループ会社10社を、「ジェイテクト」を冠した社名に変更[14]。

## 事業所所在地
本社・本店
- 愛知県刈谷市朝日町一丁目1番地

## 生産拠点

### 軸受
- 東京工場 - 東京都羽村市栄町
- 亀山工場 - 三重県亀山市太岡寺町
- 国分工場 - 大阪府柏原市国分東条町
- 徳島工場 - 徳島県板野郡藍住町奥野
- 香川工場 - 香川県東かがわ市馬宿

### 駆動
- 田戸岬工場 - 愛知県高浜市田戸町
- 岡崎工場 - 愛知県岡崎市市場町
- 刈谷分工場 - 愛知県刈谷市朝日町

### ステアリング
- 奈良工場 - 奈良県橿原市十市町
- 豊橋工場 - 愛知県豊橋市明海町
- 花園工場 - 愛知県岡崎市真福寺町

### 工作機械
- 刈谷工場 - 愛知県刈谷市朝日町

### トルセン
- 狭山工場 - 埼玉県狭山市

### ギャラリー

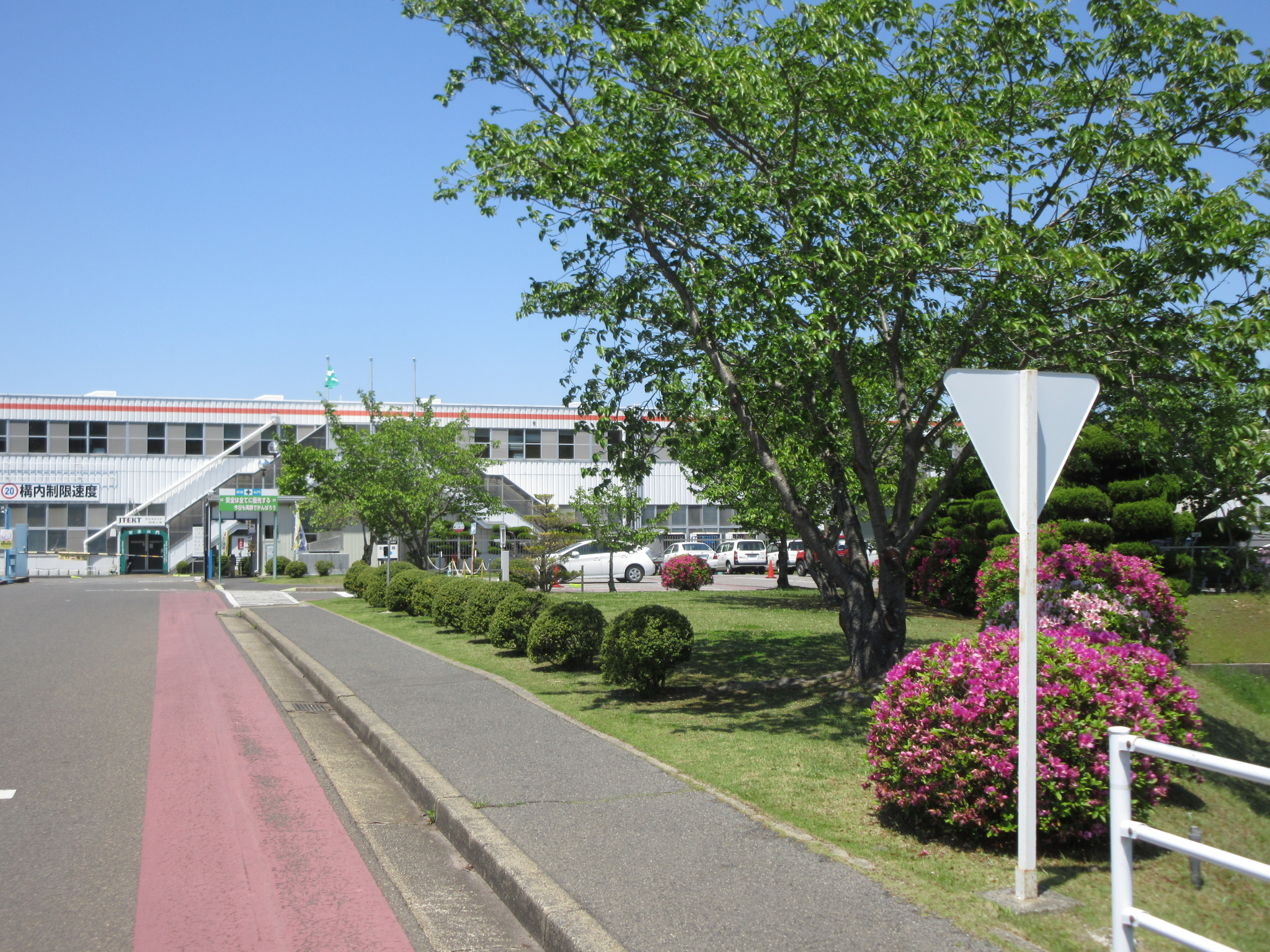
岡崎工場（岡崎市市場町）
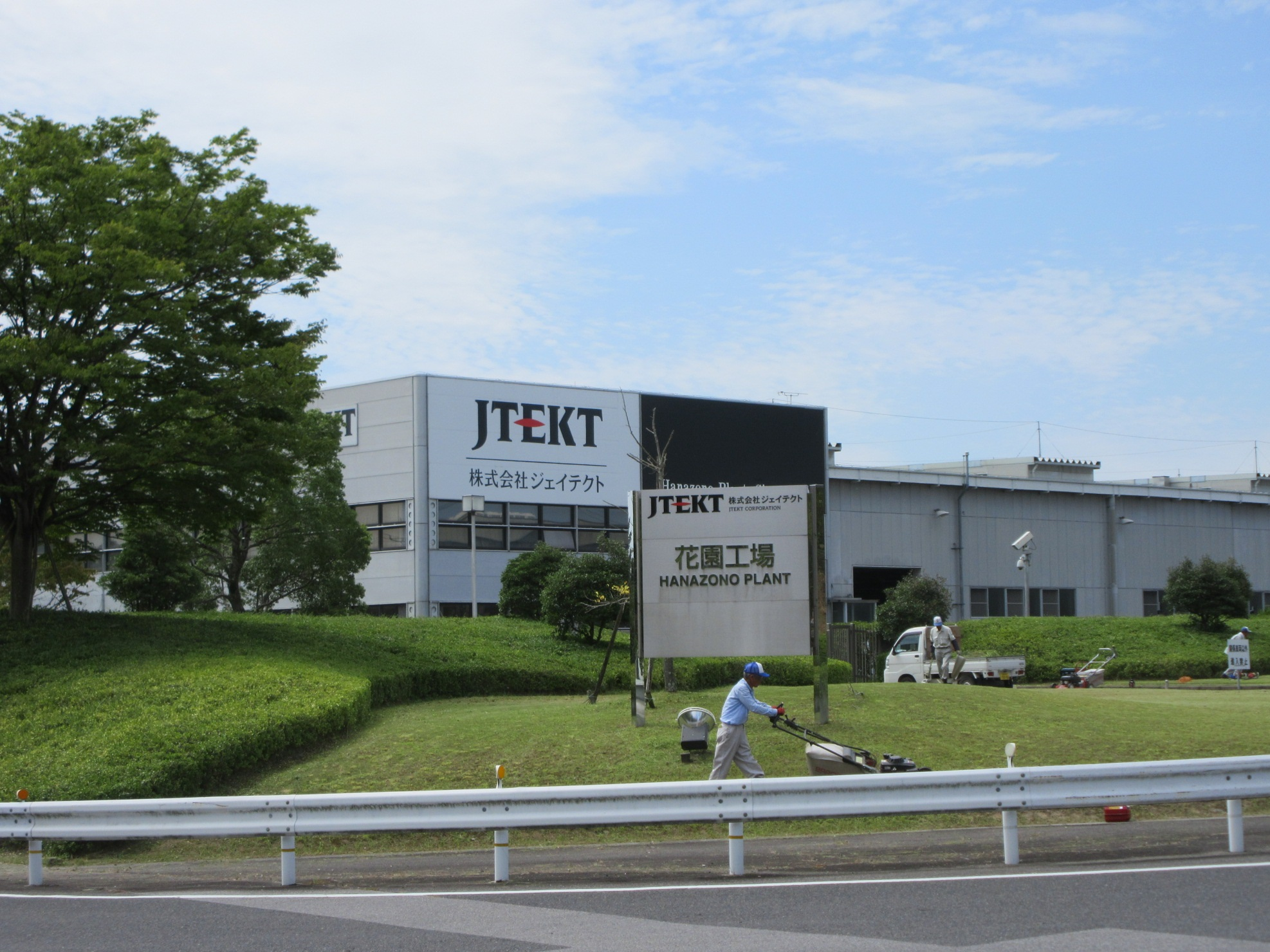
花園工場（岡崎市真福寺町）
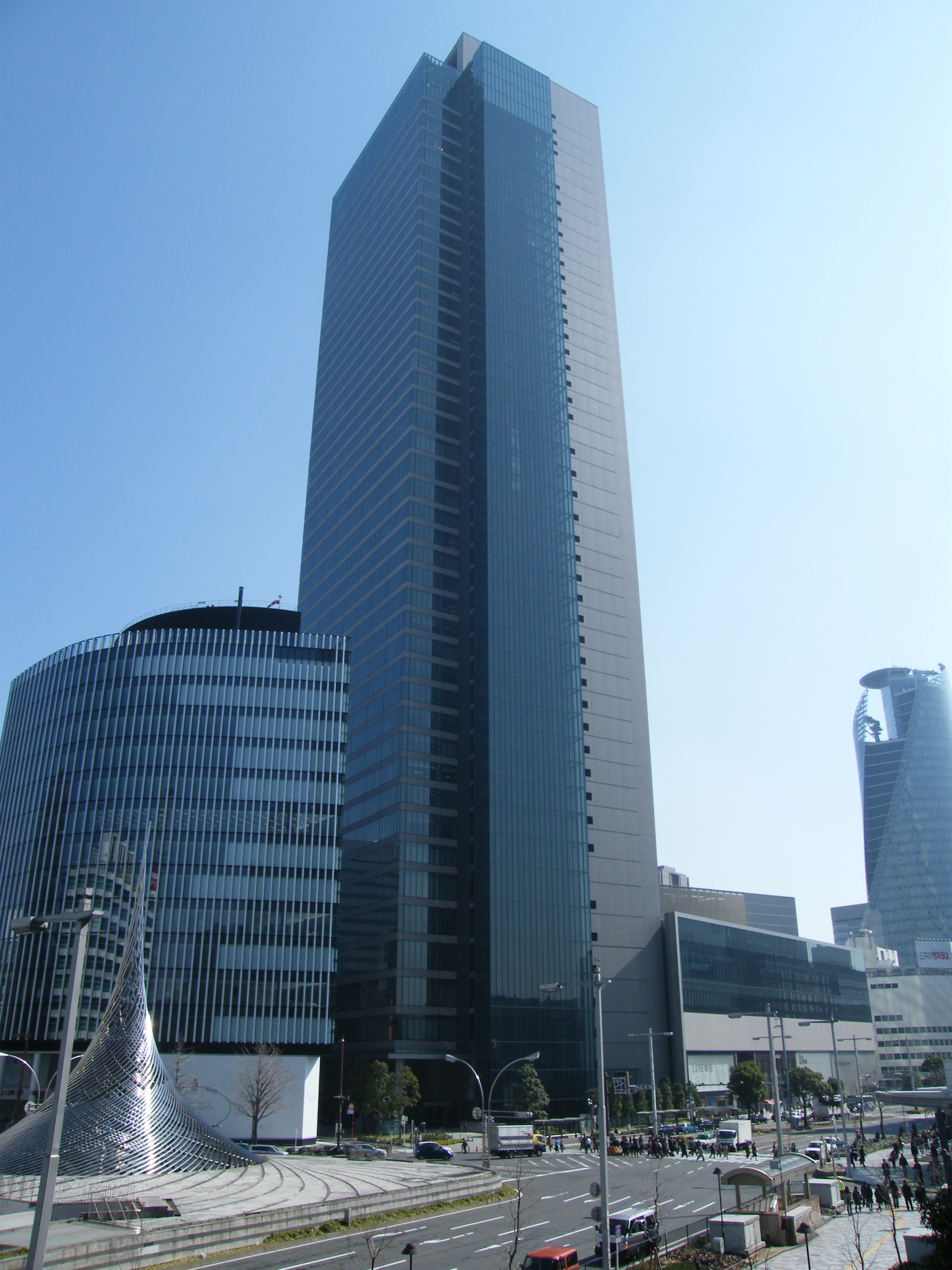
名古屋本社が置かれていたミッドランドスクエア

## 関連会社
- 株式会社ジェイテクトマシンシステム
- 株式会社ジェイテクトフルードパワーシステム
- 株式会社ジェイテクトシーリングテクノ
- 株式会社ジェイテクトコーティング
- ジェイテクトサーモシステム株式会社
- 株式会社ジェイテクトエレクトロニクス
- 株式会社ジェイテクトプレシジョンベアリング
- 株式会社ジェイテクトファインテック
- 株式会社ジェイテクトグラインディングシステム
- 株式会社ジェイテクトグラインディングツール
- 株式会社ジェイテクトメタルテック
- 株式会社ジェイテクトコラムシステム
- 株式会社ジェイテクトギヤシステム
- 株式会社ジェイテクトメタルワークス
- 株式会社ジェイテクトハイテック
- ジェイテクトサープレット株式会社
- 株式会社ジェイテクトフォーミックス
- エーコー精密株式会社
- 株式会社戸谷製作所
- 明和商工株式会社
- ジェイテクトセールス株式会社
- コーヨー光和株式会社
- 株式会社ジェイテクトエンジニアリング
- ジェイテクトサービス株式会社
- 三井精機工業株式会社
- 株式会社ジェイテクトIT開発センター秋田
- 株式会社ジェイテクトマシンテクノ